# Sant Dreseri
Sant Dreseri (en francès Saint-Drézéry) és un municipi occità del Llenguadoc, situat al departament de l'Erau, a la regió d'Occitània.